# Pehr Wäsström
Pehr Wäsström, född 24 september 1711, död 18 mars 1792, var en svensk författare i ekonomi.
Wäsström, som var kamrerare vid De Geerska brukskontoret, utgav i Vetenskapsakademiens Handlingar liksom i Fysiografiska sällskapets Handlingar och annorstädes ett flertal avhandlingar och uppsatser rörande lantbruk och lanthushållning, av vilka några bibehållit ett visst värde för svensk kulturhistoria. Han översatte och bearbetade även på Vetenskapsakademiens uppdrag Esaias Fleischers "Åkerbruks-Cateches" (1783). Bland hans uppfinningar förtjänar omnämnas ett slags damaskerade pipor för jaktgevär, vilka tillverkades vid gevärsfaktoriet i Norrtälje. För Kungliga Modellkammaren utförde han ett antal modeller av bland annat mälthus. Han blev 1773 ledamot av Vetenskapsakademien och var 1774 dess preses.